# OG (équipe)
 (mars 2025).
Pour les articles homonymes, voir OG.
OG est une organisation européenne professionnelle esportive fondée en 2015 sous le nom de (monkey) Business, sur le jeu Dota 2. Connu pour avoir remporté deux fois d'affilée The International, un des plus grands tournois d'esport au monde, en 2018 et 2019, OG s'est depuis diversifié sur les jeux Super Smash Bros., Counter-Strike: Global Offensive et Valorant.

## Histoire

### 2015-2017: Des débuts fracassants

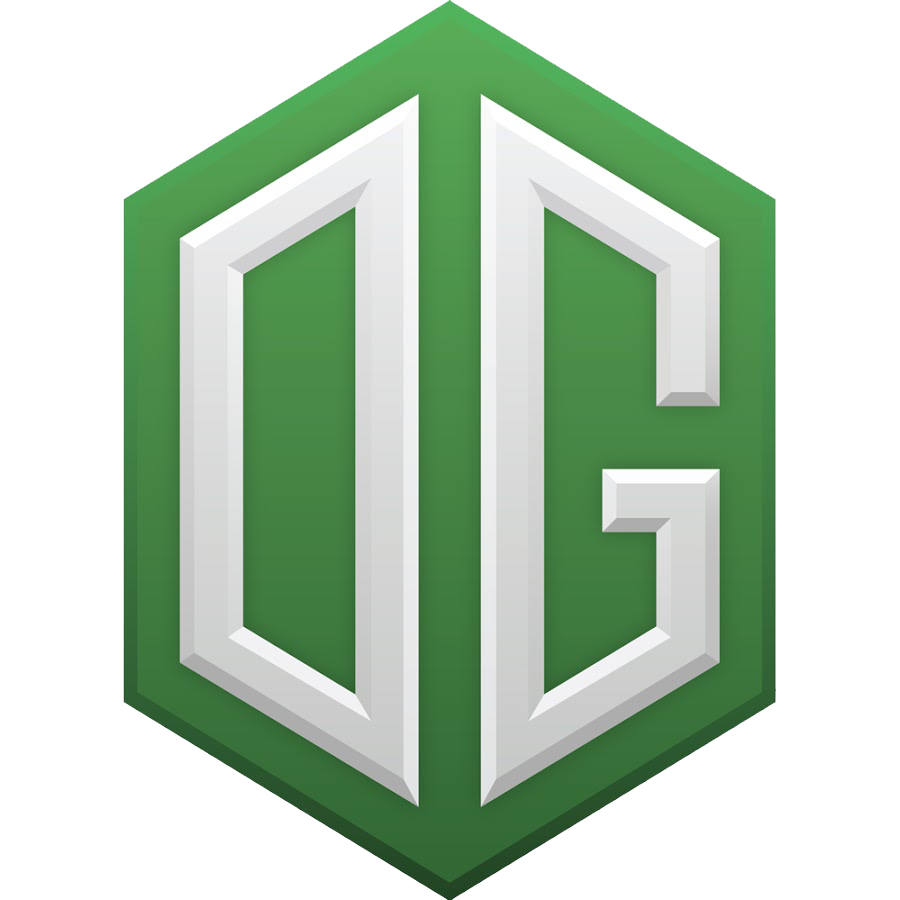
Ancien logo d'OG jusqu'en 2017.

L'équipe (monkey) Business est fondée par les joueurs Tal « Fly » Aizik, Johan « Notail » Sundstein, anciens joueurs de la Team Secret, avec David « MoonMeander » Tan, Amer « Miracle », Al-Barkawi et Andreas « Cr1t- » Nielsen en août 2015. Peu de temps après une victoire dominante dans les éliminatoires européens du Major de Francfort, ils adoptent le nom d'OG. Ils remportent le premier Major de Dota 2 à Francfort en novembre 2015. Malgré son classement dans la deuxième moitié du Major suivant à Shanghai en mars 2016, l'équipe a su rebondir pour remporter la première place au Major de Manille en juin 2016, devenant ainsi la première équipe à devenir championne de deux tournois Dota 2 sponsorisés par Valve Corporation.
OG participe à The International 2016 comme l'un des favoris après avoir été directement invité, mais termine finalement à la 9e-12e sur 16 équipes. En août 2016, MoonMeander, Miracle et Cr1t quittent l'équipe, remplacés par Gustav « s4 », Magnusson, Anathan « ana » Pham et Jesse « JerAx » Vainikka,. Avec cette nouvelle composition de l’équipe, OG continue ses bonnes performances et remporte le Major de Boston en décembre 2016, gagnant leur troisième Major de Dota 2. Pour le premier tournoi de premier plan après Boston, OG se qualifie pour la grande finale du Dota 2 Asia Championships à Shanghai, où ils sont alors battus par Invictus Gaming. Â la suite de cela, OG a remporté le Major de Kiev contre Virtus.pro. Lors de l'événement à Kiev, l'équipe participe à la série de documentaires True Sight de Valve.

### 2018-2019: double champion du monde

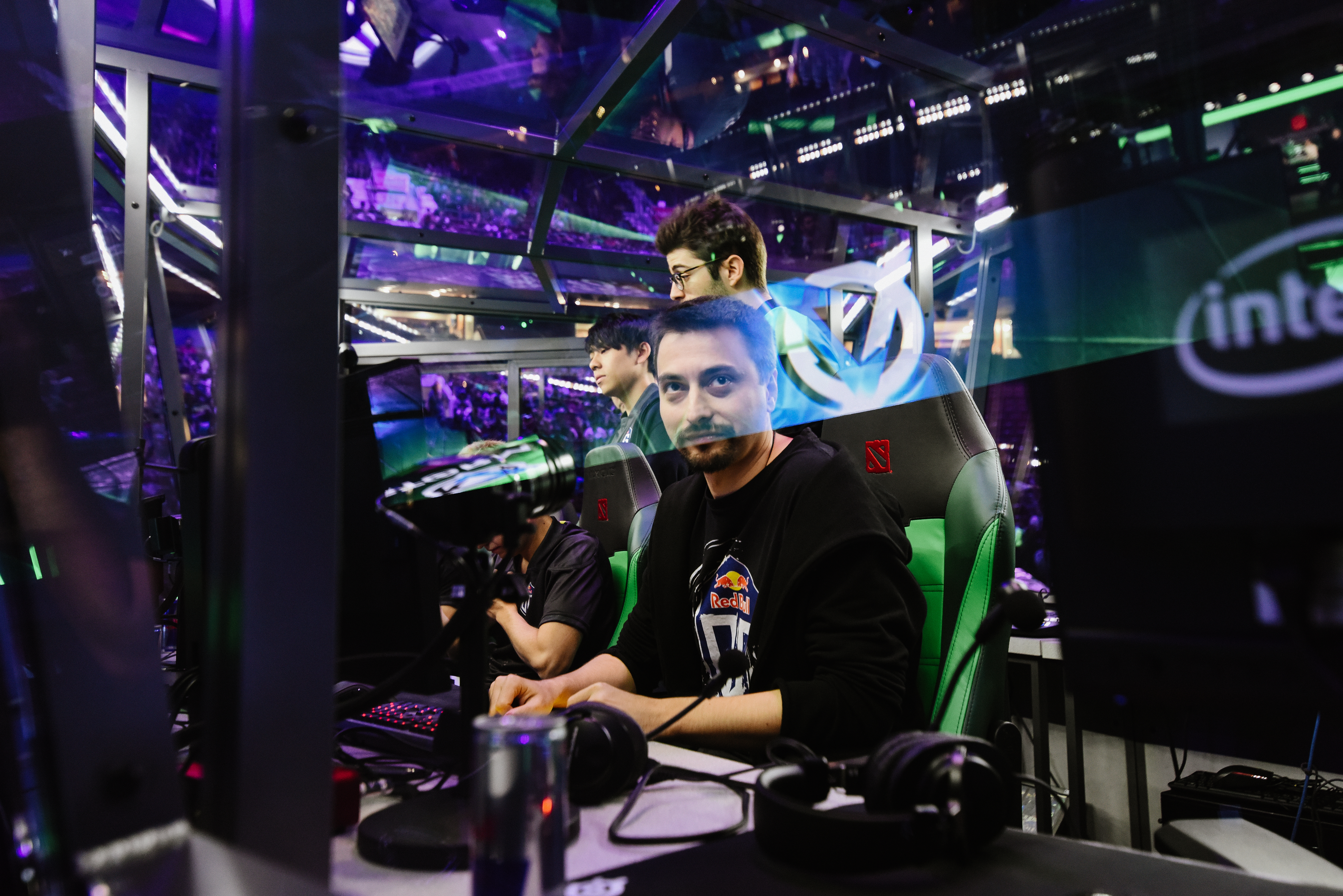
L'ancien entraîneur de l'équipe, Cristian « ppasarel » Banaseanu (à l'avant), avec le reste d'OG avant l'un de leurs matchs à The International 2018

En mai 2018, l'organisation engage James « Swedish Delight » Liu pour représenter le club sur la scène professionnelle du jeu de combat Super Smash Bros.,. Le même mois, Fly et s4 quittent l’équipe pour rejoindre Evil Geniuses, tandis que Roman « Resolut1on » Fominok rejoint VGJ.Storm. En raison de changements de joueurs après la date limite, OG ne sera pas éligible pour être directement invité à The International 2018 ni pour les qualifications régionales et devra donc participer aux qualifications ouvertes,. OG a rapidement recruté Topias « Topson » Taavitsainen, un nouveau venu sur la scène qui n'avait encore jamais participé à une LAN auparavant, Sébastien « Ceb » Debs, qui était auparavant entraîneur de l'équipe, et ana reviennent dans celle-ci après une pause d'un an à la suite de leur précédente élimination à The International 2017,. Finissant en dehors des huit premiers du classement final du circuit Pro de Dota, qui accorde une invitation directe à The International 2018, OG gagne sa place au tournoi en remportant les qualifications ouvertes européennes.
Après cela, OG est placé dans le groupe A de la phase de groupes de The International, et termine quatrième, ce qui les place dans l'upper bracket. OG remporte alors tous ses matchs pour se qualifier pour la grande finale,,. OG retrouve alors PSG.LGD, qu'il venait de battre en finale de l'upper bracket. Dans cette grande finale, OG remporte la première game mais perd les deux suivantes. OG a alors besoin d'une autre victoire pour ne pas perdre le match, ce que l'équipe réussit en revenant en fin de match de la quatrième game. Les joueurs d'OG remportent ensuite le cinquième jeu de la même manière, et deviennent champions du monde de Dota 2 avec en prime 11 millions de dollars,. Leur victoire est considérée comme une véritable exploit pour une équipe désignée comme outsider, puisque venant des qualifications ouvertes. Ils ont déjoué tous les pronostics en battant plusieurs équipes favorites pour le titre. Leur victoire a également cassé la tendance historique des équipes chinoises remportant The International dans les années paires.
En novembre 2018, ana quitte l'équipe après avoir décidé de faire une pause de la scène professionnelle. Per Anders « Pajkatt » Olsson Lille et Igor « iLTW » Filatov le remplacent alors jusqu'à son retour en mars 2019,,,. En avril 2019, l'équipe joue contre l' OpenAI Five, des bots dotés d'intelligence artificielle apprenant à jouer au jeu entièrement par apprentissage automatique, dans un match d'exhibition à San Francisco. Plus tard dans le mois, Titouan « Sockshka » Merloz remplace Cristian « ppasarel » Banaseanu en tant qu'entraîneur de l'équipe,. En mai, OG participe au MDL Disneyland Paris Major, premier tournoi international sur Dota 2 organisé en France. Pour leur premier Major de la saison, l'équipe se classe 5e-6e. Lors du Major EPICENTER, l'équipe, sans N0tail, malade, et remplacé par le coach Sockshka, réalise un bon parcours en battant Evil Geniuses (no 4 mondiaux) puis la Team Secret (no 1) et obtient ainsi assez de point pour se qualifier directement à The International 2019. En août, ils surpassent alors la phase de groupes de la compétition, avant de vaincre Team Liquid lors de la grande finale 3-1, ce qui en fait le premier champion de l'histoire à garder son titre et est récompensé de 15,6 millions de dollars,. Après une victoire presque improbable l'an dernier, OG a cette fois-ci survolé la compétition.

### Depuis 2020: Nouvelle ère et développement
En novembre et décembre 2019, OG fait plusieurs annonces, commençant par la création d'une équipe réserve sur Dota 2 entraînée par N0tail, nommée OG Seed, puis par son lancement officiel sur le jeu Counter-Strike: Global Offensive après plusieurs mois de rumeurs. Cette nouvelle équipe se compose de quatre joueurs confirmés : le Finlandais Aleksi « Alksib » Virolainen, le Danois Valdemar « valde » Bjorn Vangsa, le Jordanien Issa « ISSAA » Murad et le Français Nathan « NBK » Schmitt, et d'un débutant à ce niveau de compétition, le Polonais Mateusz « mantuu » Wilczewski. L'équipe Dota 2, double vainqueur de The International, subit plusieurs changements en janvier 2020, ana prenant une pause prolongée jusqu'à la saison prochaine, JerAx annonçant sa retraite du jeu et Ceb se retirant de l'équipe pour prendre plus de distance et encadrer les joueurs de l'organisation. Pour les remplacer, sont recrutés le champion pakistanais Syed « Sumail » Hassan, ainsi que le Macédonien Martin « Saksa » Sazdov et le Malaisien Yeik « MidOne » Nai Zheng. L'équipe annonce par ailleurs sa première sortie de la saison qui aura lieu en février 2020 à l'occasion des qualifications ouvertes européennes pour le Major ESL One Los Angeles 2020.

## Dota 2

### Équipes
| Alias                    | Nom               | Rôle             | Date d'arrivée   |
| OG                       | OG                | OG               | OG               |
| ------------------------ | ----------------- | ---------------- | ---------------- |
| « Yuragi »               | Artem Golubiev    | 1 - Carry        | 21 Novembre 2021 |
| « bzm »                  | Bozhidar Bogdanov | 2 - Solo Mid     | 21 Novembre 2021 |
| « ATF »                  | Ammar Al-Assaf    | 3 - Offlaner     | 21 Novembre 2021 |
| « Taiga »                | Tommy Le          | 4 - Support      | 21 Novembre 2021 |
| « Misha »                | Mikhail Agatov    | 5 - Hard Support | 21 Novembre 2021 |
| OG Seed (équipe réserve) |                   |                  |                  |
| « Madara »               | Omar Dabachach    | 1 - Carry        | 27 novembre 2019 |
| « Chessie »              | Rasmus Blomdin    | 2 - Solo Mid     | 27 novembre 2019 |
| « Xibbe »                | Andreas Ragnemalm | 3 - Offlaner     | 27 novembre 2019 |
| « Zfreek »               | Zakari Freedman   | 4 - Support      | 27 novembre 2019 |
| « Peksu »                | Petu Vaatainen    | 5 - Hard Support | 27 novembre 2019 |

### Principaux résultats
| Date          | Tournoi                        | Classement |
| ------------- | ------------------------------ | ---------- |
| Décembre 2015 | The Frankfurt Major 2015       | Vainqueur  |
| Mars 2016     | The Shanghai Major 2016        | 7e         |
| Juin 2016     | The Manila Major 2016          | Vainqueur  |
| Juin 2016     | ESL One Frankfurt 2016         | Vainqueur  |
| Août 2016     | The International 2016         | 9e-12e     |
| Décembre 2016 | The Boston Major 2016          | Vainqueur  |
| Avril 2017    | Dota 2 Asia Championships 2017 | Finaliste  |
| Avril 2017    | The Kiev Major 2017            | Vainqueur  |
| Août 2017     | The International 2017         | 7e-8e      |
| Décembre 2017 | Mars Dota League Macau         | Vainqueur  |
| Août 2018     | The International 2018         | Vainqueur  |
| Août 2019     | The International 2019         | Vainqueur  |

## Counter-Strike: Global Offensive

### Équipe
En décembre 2019, OG se lance sur Counter-Strike: Global Offensive, avec le recrutement d'une formation international avec « valde » de North, « Aleksib » de Ence, mantuu, ISSAA et le français Nathan « NBK- » Schmitt de Team Vitality.
Après une première année compliquée, qui n'est pas à la hauteur des résultats attendus, OG se écarte de « NBK- » puis le jordanien « ISSAA » pour recruter un nouveau danois Nikolaj « niko » Kristensen et l'israélien Shahar « ⁠flameZ⁠ » Shushan.
Malgré de bon résultat lors de l'ESL Pro League Saison 14 et à la Blast Fall Showdown 2021, OG rate de peu la qualification pour le PGL Major Stockholm 2021 et pour les BLAST Premier World 2021.
L'année 2022 commence par l'annonce de l'échange de capitaine avec G2 Esports, Aleksi « Aleksib » Virolainen est remplacé par Nemanja « nexa⁠ » Isaković. L'équipe échoue une nouvelle fois à se qualifier pour le PGL Major d'Antwert et met sur le banc ses deux danois « valde » et « niko ». Durant l'intersaison, c'est mantuu, le dernier membre fondateur de l'équipe, qui est remplacé par le russe Abdulkhalik « degster » Gasanov
| Nat. | Pseudo  | Nom                 | Rôle    | Date d'entrée   |
| ---- | ------- | ------------------- | ------- | --------------- |
|      | Nexa    | Nemanja Isaković    | Joueur  | 23 janvier 2022 |
|      | flameZ  | Shahar Shushan      | Joueur  | 9 avril 2021    |
|      | NEOFRAG | Adam Zouhar         | Joueur  | 27 mai 2022     |
|      | F1KU    | Maciej Miklas       | Joueur  | 27 mai 2022     |
|      | degster | Abdulkhalik Gasanov | Joueur  | 15 juillet 2022 |
|      | valde   | Valdemar Bjørn      | Inactif | 4 décembre 2019 |
|      | niko    | Nikolaj Kristensen  | Inactif | 17 mars 2021    |

|  | ruggah       | Maciej Miklas          | Coach   | 29 janvier 2020  |
|  | Vladyslava_Z | Vladyslava Zakhliebina | Manager | 11 décembre 2019 |

| Pseudo  | Nom                | Date d'arrivée  | Date de départ   |
| ------- | ------------------ | --------------- | ---------------- |
| mantuu  | Mateusz Wilczewski | 4 décembre 2019 | 15 juillet 2022  |
| Aleksib | Aleksi Virolainen  | 4 décembre 2019 | 23 janvier 2022  |
| NBK-    | Nathan Schmitt     | 4 décembre 2019 | 31 décembre 2021 |
| ISSAA   | Issa Murad         | 4 décembre 2019 | 13 août 2021     |

## Valorant

### Équipe
OG se lance sur Valorant, en février 2021, en recrutant l'équipe Monkey Business. Malgré des résultats encourageants, ils n'arrivent pas à se qualifier aux VCT Champions. L'équipe éclate avec le départ de 3 joueurs, en juin 2021, remplacé durant 4 mois avant une nouvelle scission.
Début 2022, OG annonce une toute nouvelle composition française, autour de Benjamin « uNKOE » Chevasson, seul rescapé de la toute première équipe. David « Davidp » Prins est pris à l'essai durant un mois dans l'équipe, avant d'être remplacé par LeeN. Il termine 3e de la première partie de la Valorant Regional Leagues (VRL) 2022 France. 
Pour la seconde partie LeeN est replacé par Cista « KONEQT » Adel. Tyler « Bambino » Jay, l'analyste, rejoint OG x LDN UTD, une nouvelle structure créée à partir du partenariat entre OG et LDN UTD évoluant au niveau EMEA. Terminant dernier du second segment de la VRL 2022 France, OG se sépare de son équipe fraçaise pour se recentrer sur son équipe OG x LDN UTD.
| Nat. | Pseudo   | Nom                   | Rôle   | Date d'entrée |
| ---- | -------- | --------------------- | ------ | ------------- |
|      | feqew    | Lukas Petrauskas      | Joueur | 6 mai 2022    |
|      | Boo      | Ričardas Lukaševičius | Joueur | 6 mai 2022    |
|      | Destrian | Tomas Linikas         | Joueur | 6 mai 2022    |
|      | MOLSI    | Michał Łącki          | Joueur | 6 mai 2022    |
|      | hype     | Tautvydas Paldavicius | Joueur | 6 mai 2022    |

|  | JoYnt   | Tommaso Gavioli | Head-Coach      | 6 mai 2022     |
|  | Bambino | Tyler Jay       | Assistant Coach | 6 janvier 2022 |

| Pseudo    | Nom                   | Date d'arrivée  | Date de départ  |
| OG (VRL)  | OG (VRL)              | OG (VRL)        | OG (VRL)        |
| --------- | --------------------- | --------------- | --------------- |
| KONEQT    | Cista Adel            | 5 mai 2022      | 24 juin 2022    |
| LaAw      | Mathieu Plantin       | 6 janvier 2022  | 24 juin 2022    |
| fxy0      | Joey Schlosser        | 6 janvier 2022  | 24 juin 2022    |
| OniBy     | Théo Tarlier          | 6 janvier 2022  | 24 juin 2022    |
| uNKOE     | Benjamin Chevasson    | 15 février 2021 | 24 juin 2022    |
| LeeN      | Adam Caillol          | 14 février 2022 | 27 avril 2022   |
| MateliaN  | Elian Romagnoli       | 6 janvier 2022  | 15 mars 2022    |
| Davidp    | David Prins (en prêt) | 14 janvier 2022 | 14 février 2022 |
| TviQ      | Kevin Lindström       | 15 février 2021 | 6 octobre 2021  |
| DPS       | Harry MacGill         | 16 juin 2021    | 6 octobre 2021  |
| Destrian  | Tomas Linikas         | 16 juin 2021    | 6 octobre 2021  |
| trexx     | Nikita Cherednichenko | 16 juin 2021    | 27 août 2021    |
| elllement | Dragan Milanović      | 15 février 2021 | 21 mai 2021     |
| OniBy     | Théo Tarlier          | 15 février 2021 | 21 mai 2021     |
| aKm       | Dylan Bignet          | 15 février 2021 | 21 mai 2021     |

## Anciennes divisions

### Super Smash Bros
OG possédait une division sur Super Smash Bros. avec le joueur James « Swedish Delight » Liu.
| Pseudo          | Nom       | Personnage |
| --------------- | --------- | ---------- |
| Swedish Delight | James Liu | Sheik      |

## Organisation

### Encadrement
| Alias            | Nom                    | Rôle         | Date d'arrivée   |
| ---------------- | ---------------------- | ------------ | ---------------- |
| « Sockshka »     | Titouan Merloz         | Coach Dota 2 | 30 avril 2019    |
| « Vladyslava_Z » | Vladyslava Zakhliebina | Team Manager | 11 décembre 2019 |
| « ruggah »       | Casper Due             | Coach CS:GO  | 29 janvier 2020  |